# Sérgio Edgar Caseiro
Sérgio Edgar Miranda Alegre Caseiro (Matosinhos, 20 de juliol de 1980) és un exfutbolista portuguès, que ocupava la posició de davanter.

## Trajectòria
Caseiro va alçar-se com una jove promesa del futbol portuguès, tot unint les seues actuacions al planter del Benfica amb les de les seleccions inferiors del seu país, tot guanyant l'Europeu sub-18.
El 1999 recala al València CF, però després de ser descartat a la pretemporada, és cedit al Córdoba CF, de Segona Divisió, amb qui només apareix 35 minuts. El quadre valencianista el cediria posteriorment a altres conjunts portuguesos, com el Felgueiras, el Rio Ave FC i el Leixões SC.
A partir de la temporada 01/02 s'incorpora al València B, on roman dues temporades, en les quals suma 36 partits i nou gols. Sense lloc a l'equip de Mestalla, el 2003 hi retorna al seu país per militar als modestos Maia i Padroense, on es retira el 2005.